# Viktor Vasnetsov
Viktor Michailovitj Vasnetsov, född 1848, död 1926 i Moskva, var en rysk konstnär. Han är främst känd för sitt monumentalmåleri, mest känd är hans mer än 4 000 kvadratmeter stora utsmyckning av Vladimirbasilikan i Kiev. Utsmyckningarna är fresker i bysantinsk tradition.

## Biografi
Vasnetsov föddes 1848 i en by utanför Vjatka (nuvarande Kirov). Hans far var präst i byn, hans farfar ikonmålare. Vid tio års ålder började Vasnetsov studera i Vjatka, i staden kom han i kontakt med en polsk målare, och fick hjälpa honom i arbetet med att måla fresker i Aleksandr Nevskij-katedralen. Viktor beslutade sig för att flytta till Sankt Petersburg för att studera konst, och sålde två av sina målningar för att finansiera resan till den dåvarande ryska huvudstaden.
1867 började Viktor studera vid konstakademien i S:t Petersburg. Han blev nära vän med studiekamraten Ilja Repin. Vid denna tid skydde Viktor ironiskt nog alla historiska och mytologiska motiv som pesten, senare var det för just dessa typer av motiv Viktor Vasnetsov skulle bli känd.
1876 inbjöds Viktor till Paris av Repin. Viktor studerade klassisk och samtida konst, som akademism och impressionism.
Under denna period blev Viktor fascinerad av sagomotiv.

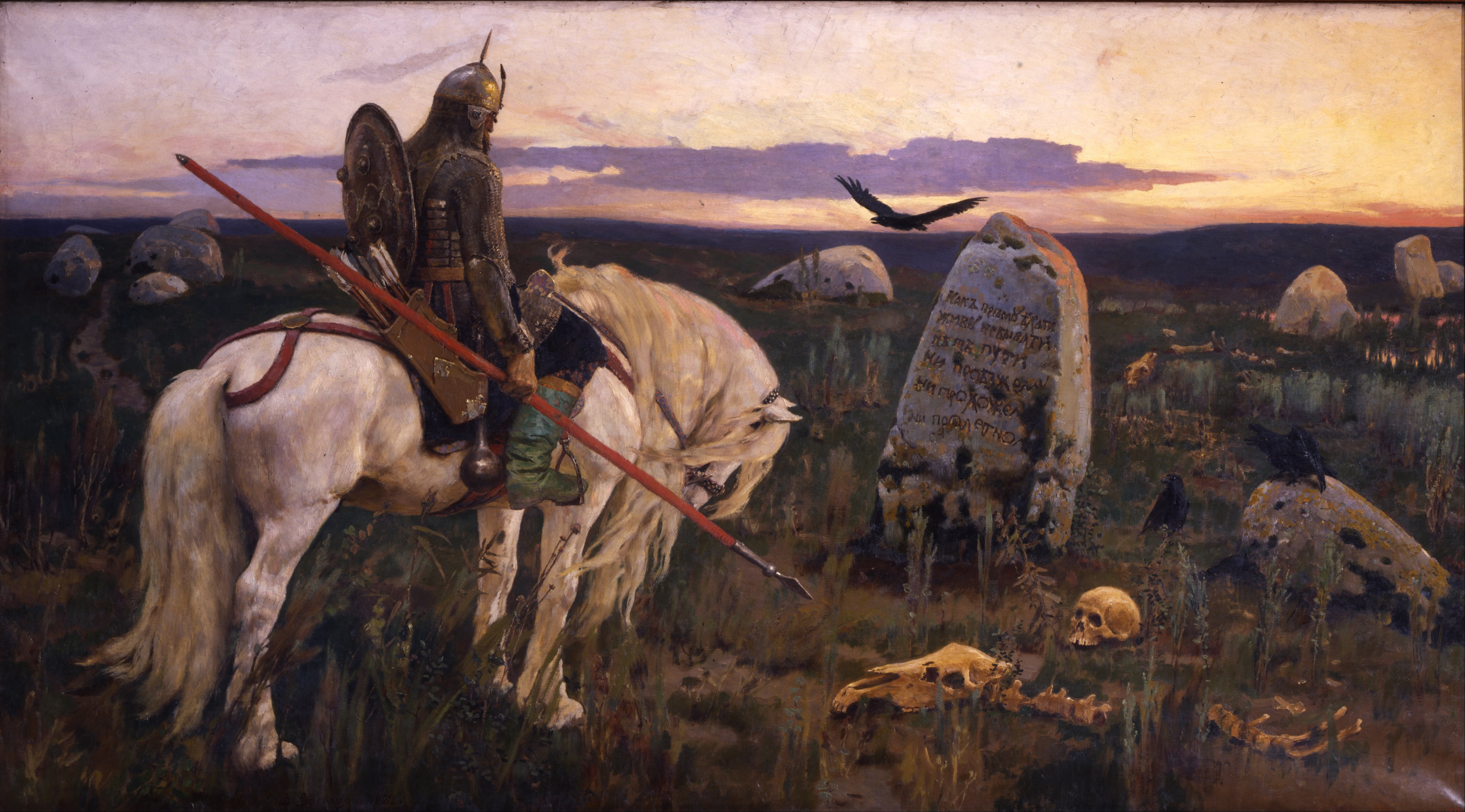
En riddare vid korsvägen, ett exempel på Vasnetsovs måleri från 1882 med mytologiska motiv

1877 kom Viktor till Moskva, där han målade flera av sina bäst kända verk, de flesta med motiv från ryska sagor och hjälteberättelser.
1884-1889 utförde Vasnetsov storverken i Vladimirbasilikan i Kiev.
Vid sekelskiftet, arbetade Vasnetsov med arkitektur i sagoboks-stil, det mest kända exemplet är utan tvekan Tretjakovgalleriet i Moskva, där Vasnetsov formgivit fasaden.
1912 adlades Vasnetsov av tsar Nikolaj II.